# 대구 (어류)

대한민국 거제시 외포항 인근에서 잡은 대구를 걸어놓고 말리고 있다.

대구(大口, 夻, 영어: Pacific cod)는 대구과에 속하며 학명은 Gadus macrocephalus이다.

## 생태

### 몸 생김새
몸이 얇고 넓으며, 앞쪽이 둥글다. 몸빛깔은 회색에서 붉은색, 갈색, 검은색에 이르기까지 다양하며, 몸길이는 대개 1m 미만이며 무게는 1.5-9kg 정도이다. 등지느러미와 옆구리에는 모양이 고르지 않은 많은 반점과 물결 모양의 선이 있다. 주둥이는 둔하고 입은 크다. 위턱 후골은 동공의 앞 밑에 이르고 양 턱과 서골에는 억센 빗살 모양의 좁은 이빨띠가 있다. 턱에는 잘 발달된 수염 한 가닥이 있고 입은 비스듬히 찢어져 있다. 비늘은 작고 둥글며 옆줄은 잘 보이지 않는다.

### 삶
한랭한 깊은 바다에 군집하여 서식하며, 수심 45-450m나 150m 내외에 많다. 산란기는 12-2월로 연안의 얕은 바다로 회유하며 북쪽으로 향할수록 서식하는 깊이가 얕아진다. 어류·갑각류 등을 먹으며 때로는 돌자갈이나 제 새끼를 잡아먹을 때도 있다. 대구는 배를 갈라 소금으로 간을 한 후 말리면 오랫동안 저장할 수 있다. 또한 비타민A와 비타민D가 풍부한 대구 간유의 원료로 쓰인다.

## 영양
대구는 지방은 적으면서 비타민과 아미노산, 칼슘, 철분까지 고루 함유하고 있는데 특히 비타민 A와 비타민 B1, 비타민 B2가 많이 함유되어 있다.

## 식용
대구는 주로 유럽의 대부분의 생선요리에서 사용되었다. 대표적으로 영국의 피쉬 앤 칩스가 있다.

## 참고 문헌
- 이 문서에는 다음커뮤니케이션(현 카카오)에서 GFDL 또는 CC-SA 라이선스로 배포한 글로벌 세계대백과사전의 내용을 기초로 작성된 글이 포함되어 있습니다.

## 같이 보기
- 머레이 대구